# Ash Avildsen
Ashley „Ash“ Avildsen (* 5. November 1981) ist ein US-amerikanischer Musikunternehmer, Eventmanager und Filmregisseur.

## Leben
Ash Avildsen wurde am 5. November 1981 als Sohn des Filmregisseurs John G. Avildsen und Marie Olga Maturevich geboren. Er hat drei Geschwister: Jonathan, Anthony und Bridget. Avildsen sah seinen Vater lediglich zwei Mal in seinem Leben. Durch die Unterhaltszahlungen seines Vaters war es Avildsen möglich für fünf Jahre eine Militärschule zu besuchen, wo er in seiner Klasse Klassensprecher war. Nachdem er seinen Abschluss an der Militärschule erreicht hatte, ging er auf die Georgia Tech, wo er allerdings lediglich ein Jahr am Unterricht teilnahm. Avildsen brach den Besuch der Schule ab, da seine Unterhaltsansprüche mit Erreichen seines 18. Lebensjahres endete und er keine Schulden aufbauen wollte.

## Karriere
Im Jahr 2006 gründete Avildsen die US-amerikanische Pfattenfirma Sumerian Records, die sich auf Hardcore Punk, Metalcore, Deathcore und Progressive Metal spezialisiert hat und Gruppen wie From First to Last, The Dillinger Escape Plan und dem DJ Borgore größere Bekanntheit verschaffte. Er war im Jahr 2005 Sänger der US-amerikanischen Metalcore-Band Reflux gemeinsam mit Tosin Abasi, der später Animals as Leaders gründete, und veröffentlichte im Jahr 2005 ihr einziges Album The Illusion of Democracy über Prosthetic Records.
Avildsen organisierte bereits vor der Gründung von Sumerian Records Konzerte in Washington, D.C., Maryland und Virginia. Er erschuf im Jahr 2007 die Marke Summer Slaughter Tour, eine jährlich stattfindende Konzertreise für Bands der extremen Metalszene, die bereits Ableger in Mexiko, Europa, Kanada und Australien hatte. Auch gründete er die Festivaltourneen All Stars Tour und Thrash and Burn. Auch gründete er mit Freunden einen Plattenladen in Los Angeles.
Ash Avildsen gründete die Konzertagentur The Pantheon Agency und Sumerian Films. Er schrieb die Storyline seines 2015 veröffentlichten Filmdebüts What Now? im Jahr 2013. Avildsen führte Regie und zeigte sich selbst als Darsteller. Als weitere Schauspieler wurden Ice-T, Bone Thugs-N-Harmony, die Wrestler Jim Ross und Jake Roberts, sowie Guns-n’-Roses-Musiker Steven Adler gewonnen. Sein zweiter Film, American Satan kam im Oktober 2017 in die Kinos. Als Schauspieler wurden die Musiker Andy Biersack von den Black Veil Brides und Ben Bruce von Asking Alexandria vorgestellt.

## Diskografie
- 2005: The Illusion of Democracy (Album, Prosthetic Records)

## Filmografie
- 2015: What Now? (Regie, Drehbuch, Produktion, Darsteller)
- 2017: American Satan (Regie, Drehbuch, Produktion)
- 2021: Paradiesstadt (Paradise City, Fernsehserie, Regie, Schöpfer)
- 2024: Queen of the Ring (Regie, Drehbuch, Produktion)